# Nguyên tử
| Nguyên tử |                                            |
| --- | ------------------------------------------ |
| Trạng thái năng lượng nền của nguyên tử Heli. |                                            |
| Hình ảnh minh họa nguyên tử heli, hạt nhân (hồng) và sự phân bố của đám mây electron (đen). Hạt nhân (phía trên bên phải) trong heli-4 thực tế đối xứng cầu và gần giống với đám mây electron, mặc dù đối với những hạt nhân của nguyên tố nặng điều này không hẳn đã đúng. Thanh chuẩn độ lớn là 1 angstrom (10−10 m hay 100 pm). |                                            |
| Phân loại |                                            |
| Thành phần nhỏ nhất của nguyên tố hóa học |                                            |
| Tính chất |                                            |
| \| Khối lượng: \| 167×10−27 tới 452×10−25 kg \| \| Điện tích: \| 0 (trung hòa), hoặc điện tích ion \| \| Đường kính: \| 62 pm (He) tới 520 pm (Cs) \| \| Thành phần: \| Electron và hạt nhân gồm proton và neutron \| |                                            |
| Khối lượng: | 167×10−27 tới 452×10−25 kg                 |
| Điện tích: | 0 (trung hòa), hoặc điện tích ion          |
| Đường kính: | 62 pm (He) tới 520 pm (Cs)                 |
| Thành phần: | Electron và hạt nhân gồm proton và neutron |

Nguyên tử là đơn vị cơ bản của vật chất chứa một hạt nhân ở trung tâm bao quanh bởi đám mây điện tích âm các electron (âm điện tử). Hạt nhân nguyên tử là dạng gắn kết hỗn hợp giữa các proton (dương điện tử) mang điện tích dương và các neutron (trung hòa tử) trung hòa điện (ngoại trừ trường hợp của nguyên tử Hydrogen, với hạt nhân ổn định chỉ chứa một proton duy nhất không có neutron). Electron của nguyên tử liên kết với hạt nhân bởi tương tác điện từ và tuân theo các nguyên lý của cơ học lượng tử. Tương tự như vậy, nhóm các nguyên tử liên kết với nhau bởi liên kết hóa học dựa trên cùng một tương tác này, và tạo nên phân tử. Một nguyên tử chứa số hạt electron bằng số hạt proton thì trung hòa về điện tích, trong khi số electron nếu nhiều hoặc ít hơn thì nó mang điện tích âm hoặc dương và gọi là ion. Nguyên tử được phân loại tuân theo số proton và neutron trong hạt nhân của nó: số proton xác định lên nguyên tố hóa học, và số neutron xác định đồng vị của nguyên tố đó.
Tên gọi nguyên tử hóa học mà hay gọi đơn giản là "nguyên tử" là những đối tượng rất nhỏ với đường kính chỉ khoảng vài phần mười nano mét và có khối lượng rất nhỏ tỷ lệ với thể tích của nguyên tử. Chúng ta có thể quan sát nguyên tử đơn lẻ bằng các thiết bị như kính hiển vi quét chui hầm. Trên 99,94% khối lượng nguyên tử tập trung tại hạt nhân, với tổng khối lượng proton xấp xỉ bằng tổng khối lượng neutron. Mỗi nguyên tố có ít nhất một đồng vị với hạt nhân không ổn định có thể trải qua quá trình phân rã phóng xạ. Quá trình này dẫn đến biến đổi hạt nhân làm thay đổi số proton hoặc neutron trong hạt nhân nguyên tử. Electron liên kết trong nguyên tử có những mức năng lượng ổn định rời rạc, hay orbital, và chúng có thể chuyển dịch giữa 2 mức năng lượng bằng hấp thụ hay phát ra photon có năng lượng đúng bằng hiệu giữa 2 mức năng lượng này. Các electron có vai trò xác định lên tính chất hóa học của một nguyên tố, và ảnh hưởng mạnh tới tính chất từ tính của nguyên tử cũng như vật liệu. Những nguyên lý của cơ học lượng tử đã mô tả thành công các tính chất quan sát thấy của nguyên tử và là nền tảng cho lý thuyết nguyên tử và hạt hạ nguyên tử (hạt quark, proton, neutron,...).

## Từ nguyên
Tên tiếng Anh "atom" xuất phát từ tiếng Hy Lạp ἄτομος (atomos, "vô hình") từ ἀ- (a-, "không") và τέμνω (temnō, "cắt"), có nghĩa là không cắt được, hoặc vô hình, một thứ không thể chia cắt được. Khái niệm nguyên tử là thành phần vô hình của vật chất do các nhà triết học Ấn Độ và Hy Lạp đề xuất ra đầu tiên. Trong thế kỷ thứ 18 và 19, các nhà vật lý nêu ra một cơ sở vật lý cho ý tưởng này bằng cách chỉ ra có những chất không thể bị bẻ gãy bởi phương pháp hóa học, và họ lấy tên gọi từ các nhà triết học cổ đại là nguyên tử để đặt cho các thực thể hóa học. Trong giai đoạn cuối thế kỷ 19 và đầu thế kỷ 20, các nhà vật lý đã phát hiện ra những thành phần hạ nguyên tử và cấu trúc bên trong nguyên tử, và do vậy chứng minh "nguyên tử" hóa học có thể phân chia được và tên gọi này có thể không miêu tả đúng bản chất của chúng. Tuy nhiên, nó đã trở thành một thuật ngữ khoa học hiện đại. Điều này cũng dẫn đến những tranh luận về liệu những nhà triết học cổ đại, những người định nghĩa các vật vô hình và không thể phân chia được có phải là cho những nguyên tử hóa học hiện đại hay là cho những hạt hạ nguyên tử vô hình như lepton hay quark, hay thậm chí cho những hạt cơ bản hơn mà chưa phát hiện ra.
Từ nguyên tử trong tiếng Việt bắt nguồn từ tiếng Hán gốc Nhật 原子 (bính âm: yuánzǐ, tiếng Nhật: genshi). Với nguyên trong nguyên thủy và tử trong phân tử.

## Lịch sử

### Nguyên tử luận
Khái niệm về vật chất là tổ hợp của những đơn vị rời rạc và không thể chia nhỏ hơn đã xuất hiện từ nhiều thiên niên kỷ, nhưng những khái niệm này thường là những lập luận triết học và trừu tượng hơn là dựa trên những quan sát thực nghiệm. Bản chất của nguyên tử trong triết học thay đổi theo thời gian giữa nhiều nền văn minh và trường phái cổ đại, đa số có yếu tố tinh thần siêu hình học. Tuy vậy, khái niệm cơ bản về nguyên tử được các nhà khoa học hàng nghìn năm sau chấp nhận bởi vì nó giải thích một cách đơn giản một số khám phá mới trong lĩnh vực hóa học.

Democritos (khoảng 460 - 370 TCN)

Các nhà triết học cổ đại Hy Lạp và Ấn Độ đã nhắc tới khái niệm nguyên tử. Ở Ấn Độ, những trường phái Ājīvika, Jain, và Cārvāka bàn về nguyên tử luận bắt đầu từ thế kỷ thứ 6 trước Công nguyên. Hệ thống tư tưởng Nyaya và Vaisheshika sau đó phát triển thuyết về nguyên tử khi đề ra cách các nguyên tử kết hợp lại thành thực thể phức tạp hơn. Ở phương Tây, nguyên tử luận được nhắc đến từ thế kỷ 5 TCN bởi Leucippus, và người học trò của Democritos đã tiếp nối và hệ thống hóa lý luận. Khoảng giai đoạn 450 TCN, Democritos đưa ra thuật ngữ atomos (tiếng Hy Lạp: ἄτομος), có nghĩa là "không thể cắt được" hay "hạt vô hình nhỏ nhất của vật chất". Mặc dù các khái niệm này của các triết gia Ấn Độ và Hy Lạp cổ đại thuần túy dựa vào mặt tinh thần, khoa học hiện đại đã bảo lưu thuật ngữ do Democritos đưa ra.
Lý thuyết về những hạt rất nhỏ (Corpuscularianism) do nhà giả kim Geber nêu ra từ thế kỷ XIII, đôi khi có người cho là bởi Paul từ Taranto nêu ra, đó là mọi vật thể chứa bên trong và những hạt hoặc những tiểu thể rất nhỏ. Chủ nghĩa này giống với nguyên tử luận, ngoại trừ nguyên từ được giả thiết là hạt vô hình, và những hạt về nguyên lý có thể phân chia được. Theo lý thuyết này, ví dụ, người ta cho rằng thủy ngân có thể thấm vào kim loại và làm thay đổi cấu trúc bên trong của nó. Corpuscularianism là lý thuyết nổi bật trong vài trăm năm sau đó.
Năm 1661, nhà triết học tự nhiên Robert Boyle xuất bản cuốn The Sceptical Chymist trong đó ông lập luận rằng vật chất là tổ hợp của rất nhiều "tiểu thể" hay nguyên tử, hơn là bởi bốn nguyên tố cơ bản là không khí, đất, nước và lửa. Trong những năm 1670 lý thuyết về các tiểu thể được Isaac Newton áp dụng vào lý thuyết các hạt ánh sáng của ông.

### Nguồn gốc lý thuyết khoa học

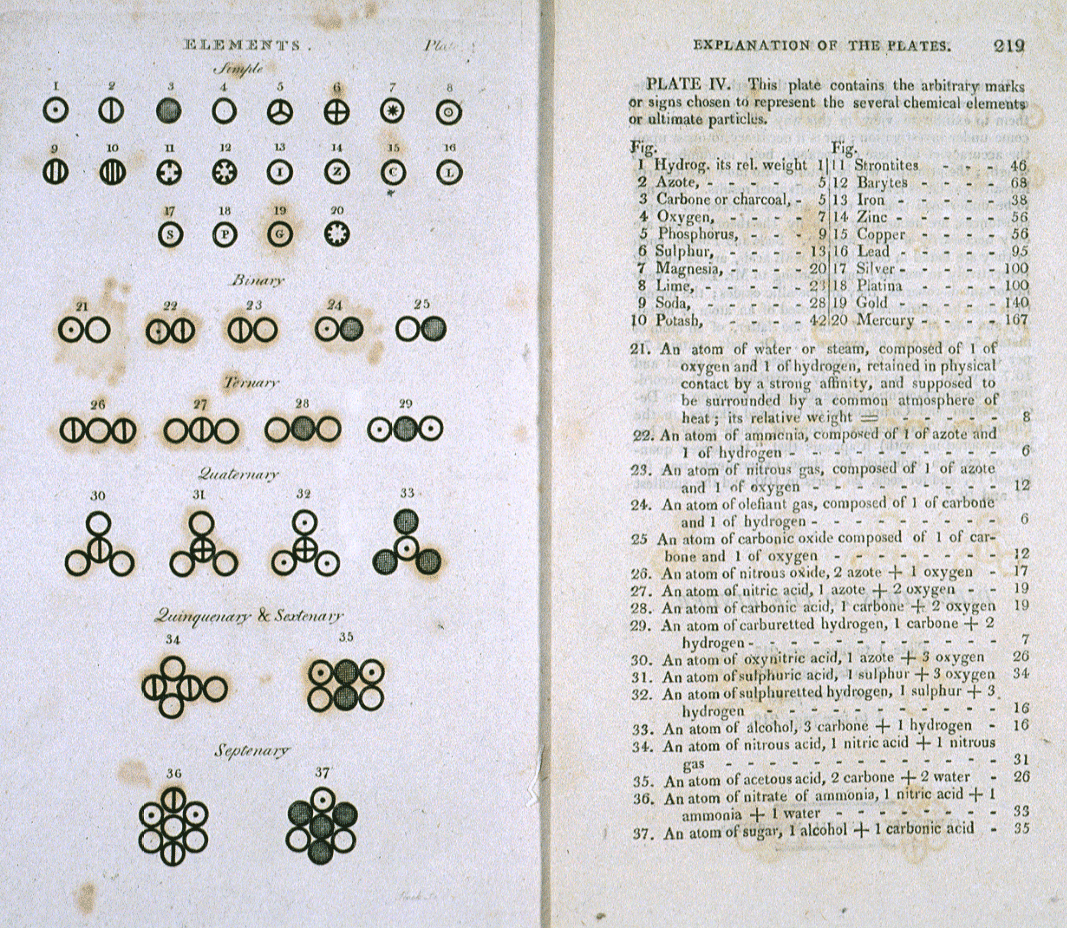
Minh họa các nguyên tử và phân tử trong cuốn A New System of Chemical Philosophy của John Dalton (1808), một trong những công trình khoa học sớm nhất về nguyên tử.

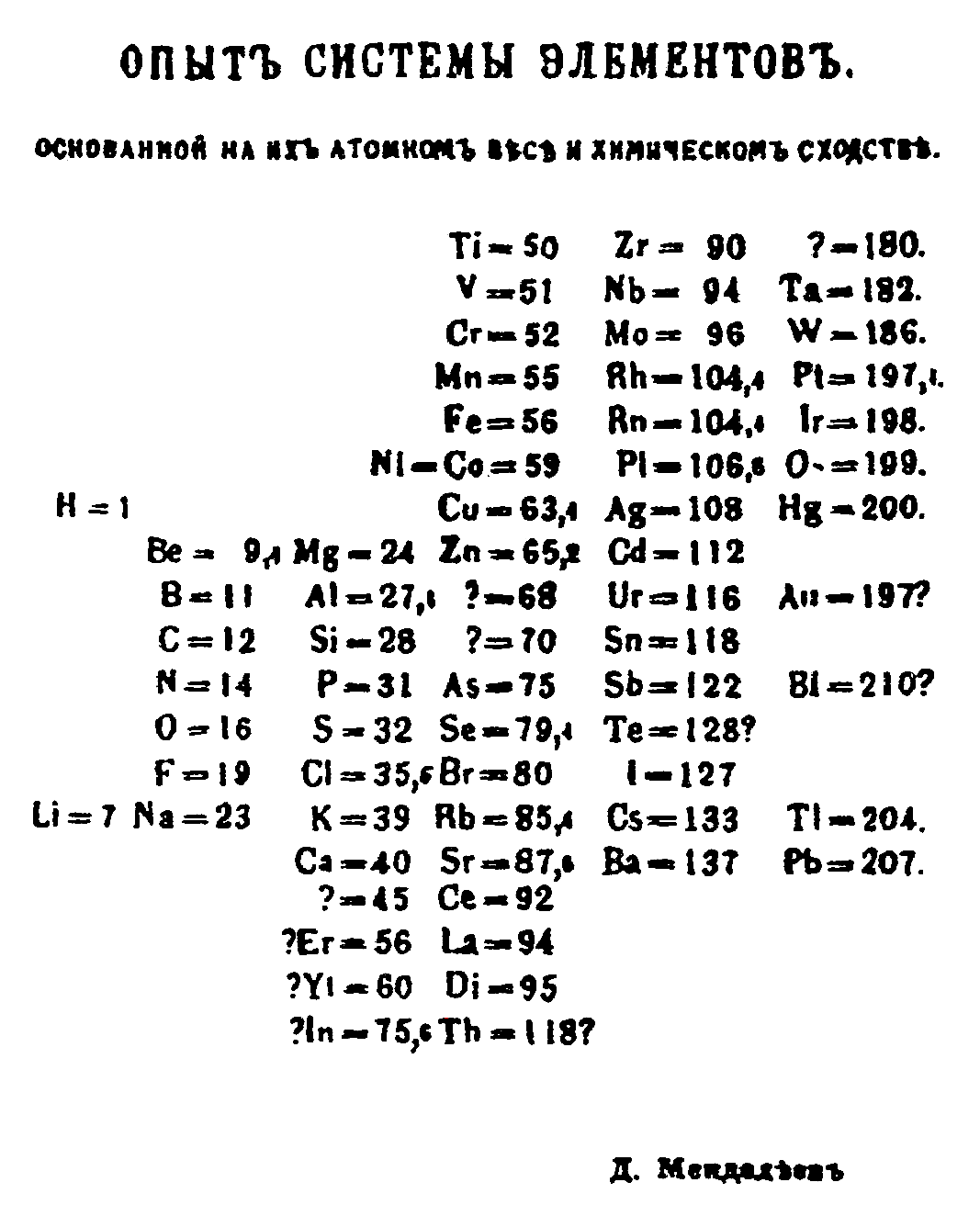
Bảng tuần hoàn hóa học đầu tiên của Dmitri Mendeleev (1869)

### Hạt cấu thành và lý thuyết lượng tử

Mô hình hành tinh nguyên tử, hay mô hình Rutherford.

Mô hình Bohr cho nguyên tử hydro, cho thấy một electron chuyển dịch giữa hai trạng thái và phát ra một photon (khái niệm do Einstein đề xuất) với tần số xác định.

Hình vẽ minh họa đơn giản hoạt động của phổ khối.

### Hạt nhân

Năng lượng liên kết cần thiết cho một nucleon thoát ra khỏi hạt nhân, đối với các đồng vị.

Minh họa quá trình tổng hợp hạt nhân tạo ra hạt deuteri, gồm một proton và một neutron, tổng hợp từ hai proton. Hạt cơ bản positron (e^{+})—là phản hạt của electron—phát ra cùng với một hạt neutrino electron.

### Đám mây electron

Hình một giếng thế tuân theo cơ học cổ điển, năng lượng tối thiểu V(x) cần để tới vị trí x. Về mặt cổ điển, hạt có năng lượng E bị giam trong giới hạn vị trí x_{1} và x_{2}.

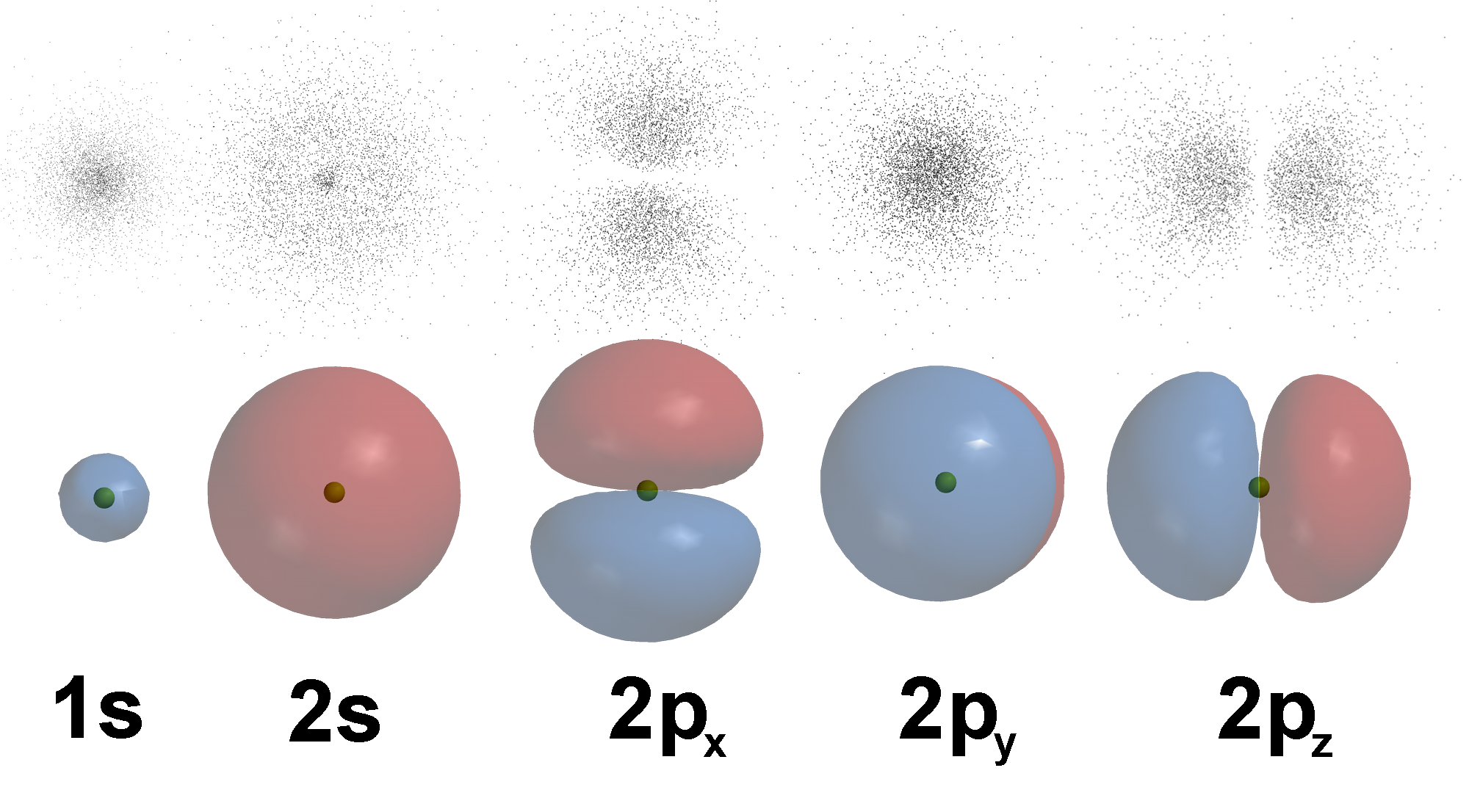
Dạng hàm sóng của 5 orbital nguyên tử đầu tiên. Ba orbital loại 2p mỗi loại thể hiện một phương vị góc duy nhất và giá trị cực tiểu tại tâm.

### Hình dạng và kích thước

Biểu đồ vẽ các đồng vị và kiểu phân rã thường gặp của mỗi đồng vị theo Z proton và N neutron.

Biểu đồ vẽ nửa thời gian sống (T_{½}) của các đồng vị theo Z proton và N neutron.